# Dune (musikgrupp)
Dune är en tysk musikgrupp som gör musik inom flera genrer, främst happy hardcore, progressiv trance, dansvänlig pop och klassisk musik.
Dune grundades 1995 av DJ:en Oliver Froning tillsammans med producenterna Jens Oettrich och Bernd Burhoff. Sångerskan Verena von Strenge lämnade gruppen 1997 för att göra solokarriär. Hon återvände 1999, men lämnade gruppen igen 2000 efter att den mötte motgångar – en domstol stoppade singeln "Heaven", och albumet Reunion gavs aldrig ut. Gruppen har varit mindre produktiv sedan dess.
Gruppens singel från 23 juni 2003, "Rainbow to the Stars 2003", är en nyversion av en tidigare hitlåt från 1996, "Rainbow to the Stars.

## Medlemmar
- Oliver Froning (1995–)
- Jens Oettrich (1995–2003)
- Bernd Burhoff (1995–2003)
- Verena von Strenge (1996–1997, 1999–2000)
- Vanessa Hörster (1997–1998)
- Tina Lacebal (1995–1996, 1998)

## Diskografi

### Album
- 1995 – Dune
- 1996 – Expedicion
- 1996 – Live!
- 1997 – Forever
- 1998 – Forever And Ever
- 2000 – History

### Singlar
- 1995 – "Hardcore Vibes"
- 1995 – "Are You Ready To Fly"
- 1995 – "Can’t Stop Raving"
- 1996 – "Rainbow to the Stars"
- 1996 – "Hand In Hand"
- 1996 – "Million Miles From Home"
- 1996 – "Who Wants To Live Forever"
- 1997 – "Nothing Compares 2 U"
- 1997 – "Keep the Secret"
- 1998 – "Electric Heaven"
- 1998 – "One of Us"
- 1999 – "Dark Side of the Moon"
- 2000 – "Hardcore Vibes 2000"
- 2003 – "Rainbow to the Stars 2003"
- 2016 – "Magic Carpet Ride"
- 2017 – "Starchild"
- 2018 – "Utopia"
- 2018 – "We're Alive"
- 2018 – "Turn the Tide"